# Swifter Schaf
Das Swifter Schaf (auch Swifterschaf oder Swifter-Schaf geschrieben) ist eine Fleischschafrasse, die in den 1970er Jahren in der landwirtschaftlichen Universität Wageningen neu erschaffen wurde. Durch Kreuzen von Texelbock und dem Flämischen Milchschaf sollte die Produktivität gesteigert werden. Vom Texelbock sollte die Fleischleistung, vom Flämischen Milchschaf die Milchleistung und die Mehrlingsgeburten kommen, sodass das Swifterschaf kein Problem haben sollte, pro Wurf 3 Lämmer aufzuziehen.
Der Name Swifter kommt daher, da das erste Swifterschaf in Swifterbant in Flevopolder geboren wurde.
Das erste Swifterherdebuch wurde am 2. Dezember 1982 eröffnet.

## Rassenbeschreibung
- Weißes Schaf mit meist dunklen oder aber auch hellen Nasenspitzen.
- Unbewollter hornloser schmaler Kopf mit nach vorne abstehenden Ohren, vereinzelt können auch kleine schwarze Pigmentflecken am Kopf und auf den Ohren auftreten.
- Die Wolle ist eine weiße Crossbredwolle mit 33–35 Mikrometer.
- Der Schwanz ist meist unbewollt oder leicht bewollt, vor allem ist er relativ kurz.
- Das Beinwerk und die Extremitäten sind weiß und unbewollt.
- Die Klauen sind schwarz.
- Der Knochenaufbau ist feingliedrig.
- Saisonaler Brunstzyklus mit langer Brunstsaison.
- Gut bemuskelter Körper.
- Frühreifes, mittelgroßes Fleischschaf.

## Zuchtziel
- Fruchtbares Schaf mit langer Brunstsaison.
- Hohe Milchleistung
- Korrektes Fundament
- Feingliedriger Knochenbau
- Weißes Vlies mit Bauchbewollung ohne schwarze Haare in der Wolle oder auf den Extremitäten
- Mittlerer Rahmen mit guter Bemuskelung

## Leistungsdaten

### Altböcke
- Körpergewicht: 95–130 kg
- Widerristhöhe: 70–75 kg
- Vliesgewicht: 3,5–4,5 kg

### Jährlingsböcke
- Körpergewicht: 80–100 kg
- Vliesgewicht: 3,5–4,5 kg

### Lammböcke (6 Monate)
- Körpergewicht: 45–60 kg

### Zuchtlämmer (6 Monate)
- Körpergewicht: 40–50 kg

### Mutterschafe
- Körpergewicht: 60–70 kg
- Widerristhöhe: 65–70 kg
- Vliesgewicht: 3–4 kg
- Ablammergebnis: 230–280 %